# Ottrott
Ottrott település Franciaországban, Bas-Rhin megyében. Lakosainak száma 1594 fő (2022. január 1.). Ottrott Obernai, Le Hohwald, Barr, Bernardswiller, Bœrsch, Grendelbruch, Neuviller-la-Roche és Saint-Nabor községekkel határos.

## Népesség
A település népességének változása:
| Lakosok száma | 1567 | 1551 | 1577 | 1546 | 1543 | 1537 | 1552 | 1555 | 1594 |
|               | 2013 | 2015 | 2016 | 2017 | 2018 | 2019 | 2020 | 2021 | 2022 |